# On Moonlight Bay
On Moonlight Bay es una película de 1951 dirigida por Roy Del Ruth que cuenta la historia de la familia Winfield en el cambio del siglo. La película está basada vagamente en las historias por Booth Tarkington. Hubo una secuela, By the Light of the Silvery Moon.

## Sinopsis
Se centra en Marjorie Winfield, una marimacho interpretada por Doris Day. Cuando su familia se muda a una nueva casa en una pequeña ciudad en Indiana, la hija, Marjorie comienza un romance con el chico de la puerta de al lado, William Sherman, interpretado por Gordon MacRae. Marjorie tiene que aprender como bailar y comportarse como una chica apropiada. Desafortunadamente, el Sr. Winfield no aprueba a WIlliam y algunas de sus ideas poco convecionales sobre el casamiento y el dinero, que causa el curso del verdadero amor que cambie. 

## Elenco
- Doris Day como Marjorie Winfield.
- Gordon MacRae como William Sherman.
- Billy Gray como Wesley Winfield.
- Jack Smith como Hubert Wakely.
- Leon Ames como George Winfield.
- Rosemary DeCamp como Alice Winfield.
- Mary Wickes como Stella.
- Ellen Corby como Miss Mary Stevens.

## Canciones
- "On Moonlight Bay"
- "Cuddle Up a Little Closer"
- "Till We Meet Again"
- "Tell Me"
- "I'm Forever Blowing Bubbles"
- "Christmas Story"
- Till We Meet Again"
- "Love Ya"
- "It's a Long Way to Tipperary"
- "Pack Up Your Troubles"